# 松多藏族乡
松多藏族乡是中华人民共和国青海省海东市互助土族自治县下辖的一个民族乡。

## 行政区划
松多藏族乡下辖以下村级行政区划单位：
什八洞沟村、哈什村、花园村、麻洞村、马营村、前隆村、松多村和本康沟村。